# Simone Dettmeijer
Simone Marijke Dettmeyer (Rotterdam, 19 september 1944 – aldaar, 9 augustus 2014) was een kunstenares.
Dettmeyer werkte in haar geboorteplaats Rotterdam, waar zij haar opleiding volgde aan de Rotterdamse Academie voor Beeldende Kunsten. In 1965 ontving zij de Drempelprijs. Zij werkte onder meer samen met de kunstenaars Hans Wap, Henk van Vessem en Frans van Eijk.
Zij is de levensgezel geweest van Hans Wap. Daarna werd Frans van Eijk haar partner. Met hem maakte zij jarenlang grafiek in hun werkplaats/atelier en kunstzeefdrukkerij Dettmeijer en Van Eijk te Rotterdam.
Rond 2000 nam kunstenaar Henk de Bouter de kunstzeefdrukkerij over van Simone Dettmeijer en Frans van Eijk.

## Exposities
- Stedelijk Museum Schiedam (1967 en 1973),
- Bedreigd Bestaan (reizende tentoonstelling, 1970)
- De Doelen, Rotterdam (1971)
- Galerie Mathoom, Den Haag (1972)
- Galerie Ivan Spence, Ibiza (1972 en 1973)
- 2nd International Exhibition of Drawings, Rijeka, Joegoslavië (1973)
- Ibizagraphik, Ibiza (1974)
- Ten Gallery, Rotterdam (1986)[3]

## Werk in collecties
- Museum Boijmans Van Beuningen, Rotterdam